# 马尔迪伊
马尔迪伊（法語：Mardilly，法語發音：[maʁdiji] ⓘ）是法国奥恩省的一个市镇，属于阿让唐区。

## 地理
马尔迪伊（48°49'54"N, 0°16'45"E）面积12.76 平方千米，位于法国诺曼底大区奧恩省，该省份为法国西北部内陆省份，北起顺时针与卡爾瓦多斯省、厄尔省、厄尔-卢瓦省、萨尔特省、马耶讷省和芒什省接壤。
与马尔迪伊接壤的市镇（或旧市镇、城区）包括：图克河畔讷维尔、欧布里勒庞图、肖蒙、拉弗雷奈法耶勒、梅尼勒于贝尔-昂内姆、圣埃夫鲁德蒙福尔。

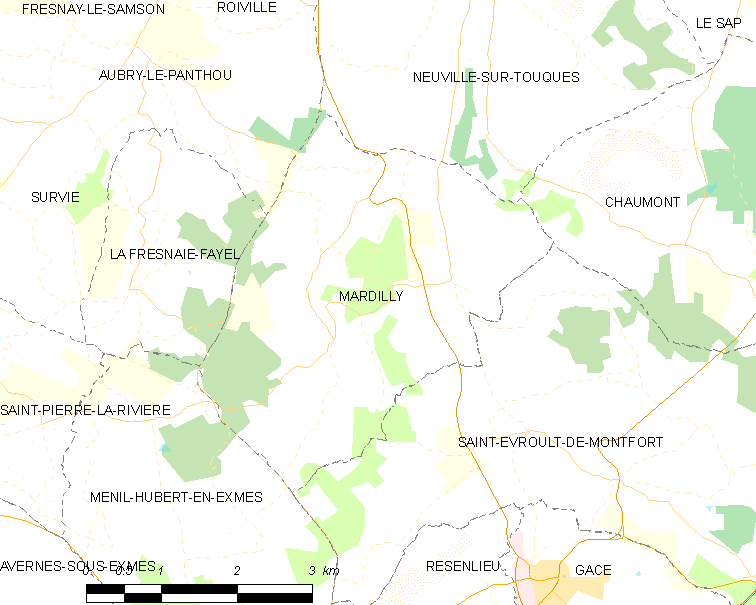
马尔迪伊的OSM定位图

马尔迪伊的时区为UTC+01:00、UTC+02:00（夏令时）。

## 行政
马尔迪伊的邮政编码为61230，INSEE市镇编码为61252。

## 政治
马尔迪伊所属的省级选区为维穆捷县。

## 人口

1962-2008年间马尔迪伊人口变化图示

马尔迪伊于2022年1月1日时的人口数量为133人。